# Torawimpel

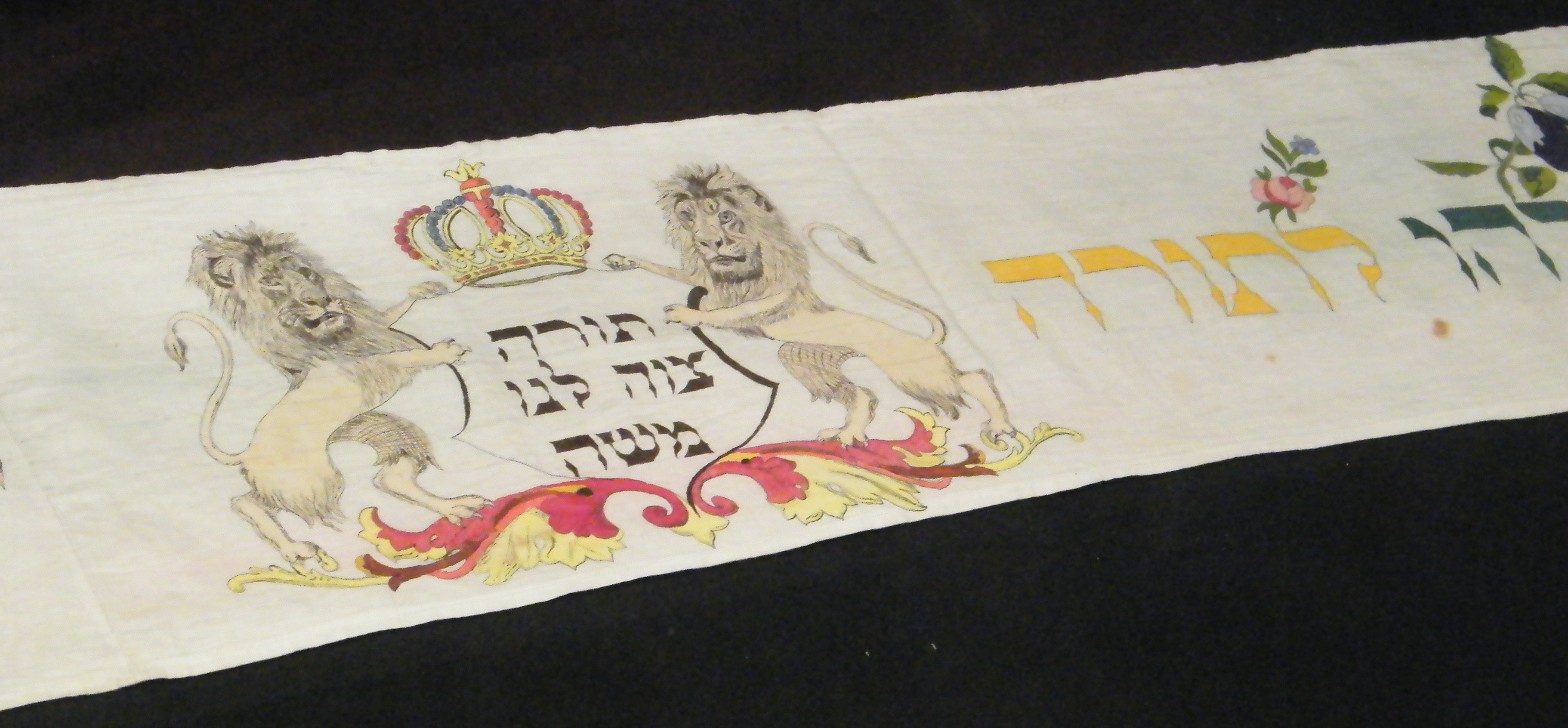
Torawimpel, vielleicht aus Basel, 1899 (Jewish Museum, New York)

Ein Torawimpel ist ein Stoffband, das um eine Torarolle gewickelt wird. Er ist auch unter dem hebräischen Namen Mappa bekannt, was einfach „Tuch“ bedeutet. Die Grundbedeutung von Wimpel ist „Tuch, Schleier, Binde“ (vgl. mittelhochdeutsch verwimpfen, niederdeutsch wimpeln „verhüllen“). Sie blieb im Jiddischen erhalten (ווימפל, ווימפעל), während im Neuhochdeutschen eine Bedeutungsentwicklung zu „kleine Fahne“ erfolgte. Gelegentlich wird ein Torawimpel als Beschneidungs-Tora-Band bezeichnet, da es auch Torabänder gibt, die bei einem anderen Anlass gestiftet wurden.

## Funktion
Um eine zusammengerollte Torarolle zu fixieren, dient heute ein elastisches Textilband mit Klettverschluss. Torawimpel erfüllten diese Funktion in der frühen Neuzeit, sie wurden viele Male um die Buchrolle geschlungen und dann festgesteckt, da man am Schabbat keinen festen Knoten binden darf. Für dieses Problem gibt es unterschiedliche Lösungen, zum Beispiel wurde eine Schleife teilweise als erlaubt angesehen; manche Torawimpel enden daher in Schleifenbändern. Torawimpel können 2,50 m, aber auch bis zu 4 m lange Stoffstreifen sein. Die Breite variiert zwischen 12 und 20 cm.

## Geschichte
Bereits in frührömischer Zeit war es üblich, Torarollen zu ihrem Schutz in Tücher einzuschlagen. Man nimmt an, dass einige Schriftrollen vom Toten Meer in Leintücher gehüllt und so in Krügen deponiert wurden.
Der Brauch der Torawimpel geht ins 16. Jahrhundert zurück und breitete sich in Deutschland und angrenzenden Regionen (Schweiz, Elsass, Dänemark, Böhmen und Mähren) aus. In den genannten Regionen des aschkenasischen Judentums wurde das Tora-Verschlussband aus einem rechteckigen oder quadratischen Tuch hergestellt, mit dem der Säugling bei seiner Beschneidung bedeckt wurde. Nach der Zeremonie wurde das Tuch gereinigt und in Streifen geschnitten, die aneinandergenäht den Torawimpel ergaben. Die Tradition wird auf den Rabbi Jakob ben Moses haLevi Molin zurückgeführt. Er verwendete als Pate bei einer Beschneidung das Wickelband einer Torarolle als Beschneidungswindel, da sich die Eltern aus Armut keine Windel leisten konnten. Nach der Reinigung des Tuches wurde es wieder als Mappa benutzt.
Die ältesten erhaltenen Torawimpel wurden mit Stickerei verziert. Wichtigstes Dekorationsmotiv ist die hebräische Schrift; der eingestickte Satz folgt diesem Schema: Name, Vatersname, Geburtstag nach dem hebräischen Kalender und ein Segenswunsch, der bei der Beschneidungszeremonie gesprochen wird: Gott lasse den Jungen heranwachsen „zur Tora, zur Chuppa [Hochzeit, Familiengründung] und zu guten Werken“. Tora, Chuppa und Tierkreiszeichen wurden meist im Bild dargestellt. Um 1800 begannen bemalte Torawimpel die bestickten abzulösen, dabei wurden auch Schablonen verwendet. Manchmal finden sich bildliche Darstellungen eines Brautpaars oder einer Hochzeitsgesellschaft. Relativ ungeschickte Verteilung der Buchstaben auf dem zur Verfügung stehenden Raum und andere Indizien deuten darauf hin, dass viele Torawimpel von Familienmitgliedern gestickt bzw. gemalt wurden.
In den 1920er Jahren wurde der Brauch der Torawimpel weitgehend aufgegeben und geriet, auch infolge des Holocaust, in Vergessenheit. Versuche, die Tradition neu zu beleben, hatten keinen größeren Erfolg. Sowohl in Israel als auch in den Vereinigten Staaten werden heute Torawimpel für Mädchen und Jungen entworfen, die auch neue Schmuckmotive aufnehmen.

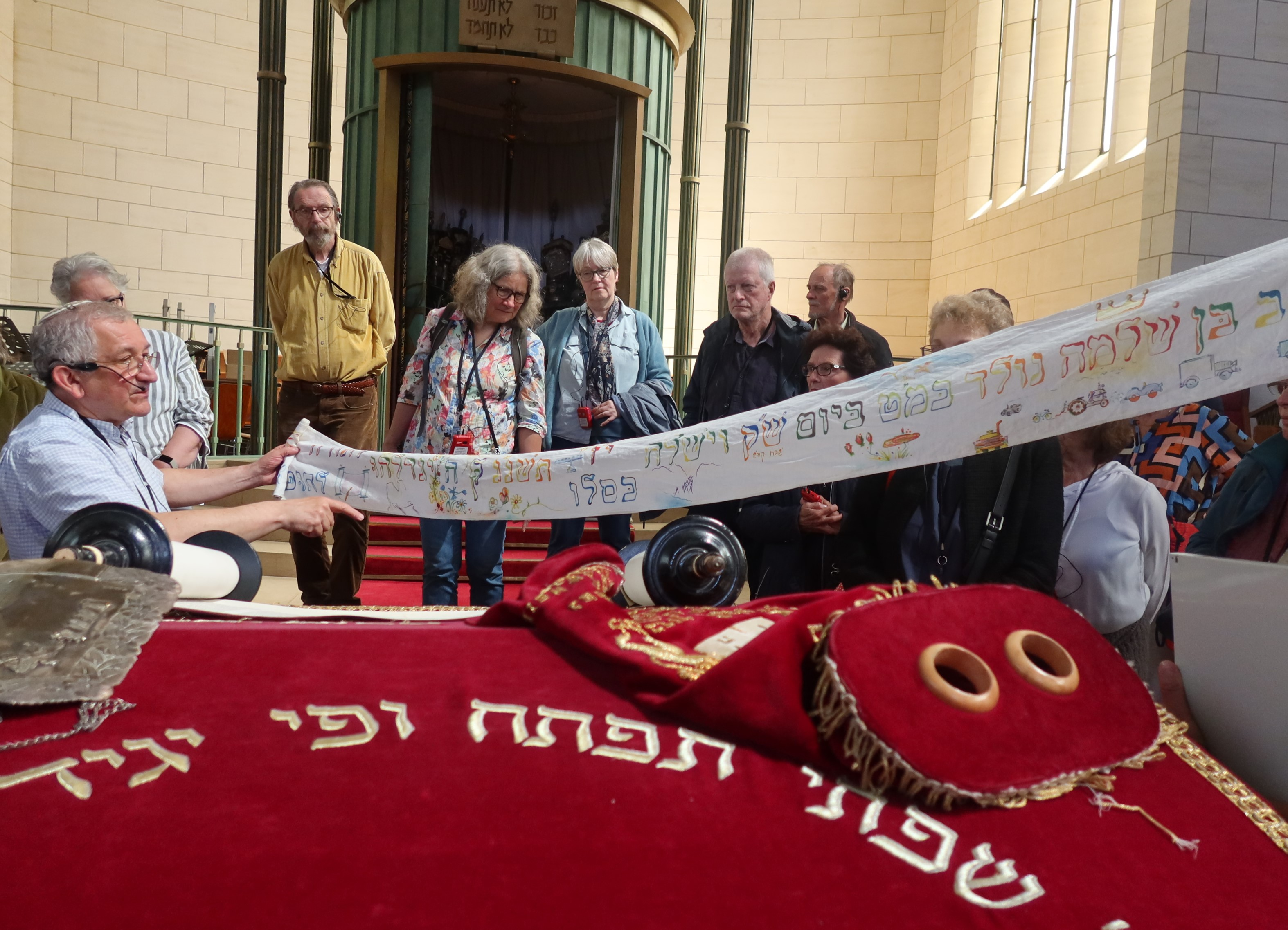
Moderner Torawimpel in der Friedenssynagoge Straßburg

### Lengnauer Mappot
Eine der umfangreichsten Sammlungen von Torawimpeln,  die Lengnauer Mappot, wurden in den 1960er Jahren im Surbtal im Schweizer Kanton Aargau gefunden. Die 218 Wickelbänder, die auf der Frauenempore der Synagoge in Lengnau lagerten, erstrecken sich über drei Jahrhunderte. Das älteste stammt aus dem Jahr 1655. 1967 wurden die Wimpel durch  Florence Guggenheim-Grünberg untersucht. Sie sind heute Teil der Sammlung des Jüdischen Museums der Schweiz.

### Jüdisches Museum Prag
Die Torabänder-Sammlung des Jüdischen Museums Prag umfasst rund 1500 Exemplare; die älteste Mappa stammt aus dem Jahr 1668. Darstellungen von Menschen sind eine seltene Ausnahme, die nur 18 Torawimpel dieser Sammlung aufweisen.

### Städtisches Museum Göttingen
Die Torawimpel-Sammlung des Städtischen Museums Göttingen umfasst 28 Exemplare aus Südniedersachsen vom späten 17. bis frühen 19. Jahrhundert, ein Großteil stammt aus dem Ort Adelebsen. Das älteste Exemplar ist auf das Jahr 1690 datiert und wurde im Dorf Geismar nahe Göttingen verwendet. Eine Besonderheit der Göttinger Sammlung ist, dass fast alle in den Inschriften genannten Personen durch Abgleich mit Grabinschriften und weiteren Dokumenten jüdischer Gemeinden der Region identifiziert werden konnten.

### Musée alsacien de Strasbourg
Die jüdische Abteilung dieses Museums besitzt mehr als 500 Torawimpeln (französisch: Mappot) aus dem Elsass. Der älteste ist von 1614 und stammt aus Dambach-la-Ville.

## Weitere Verwendung
Als einem der ältesten Toraschmuckstücke waren der Mappa mehrere Verwendungszwecke zugedacht. Das Band wurde vom Kindsvater in der Synagoge übergeben, wenn der Junge im Alter zwischen einem und drei Jahren zum ersten Mal die Synagoge besucht. Die Übergabe der Mappa steht für das „Sich-einbinden“ in die Gemeinde und das „Sich-binden“ an die Tora. Diese Aktion der Wimpel-Übergabe durch Vater und Sohn nannte man: „die Mappe zur Schule tragen.“
Die Mappa wird später bei Zeremonien weiterer Feste im Leben des jungen Juden eine Rolle spielen. So ist die Tora seiner Bar Mizwa mit dem Wimpel umhüllt, und bei seiner Hochzeit wird der Wimpel benötigt, indem er die Tora, in der am Sabbat vor der Hochzeit vorgelesen wird, umwickelt oder die Chuppa, den Hochzeitsbaldachin, schmückt.
Im Schrank einer Synagogengemeinde kamen im Lauf der Zeit Hunderte von Torawimpeln zusammen. Diese Sammlung hatte eine gewisse praktische Bedeutung als eine Art Geburtsregister der Jungen. Da Torawimpel mit der heiligen Tora in direkte Berührung kamen, durften sie nicht einfach weggeworfen werden, sondern wurden in der Genisa der betreffenden Gemeinde niedergelegt.

## Symbolik
|  | Chuppah und Tora-Rolle |
|  | Die Vorstellung, als Ehepaar eine jüdische Familie zu gründen und religiöse Traditionen weiterzugeben, ist ein idealisierter Wunsch für die Zukunft des Jungen, der meist durch gestickt- oder gemalte Bilder von Chuppas und Torarollen dargestellt wird. Dieser Wunsch wird weiterhin anhand eines traditionellen Segenspruchs in hebräischer Buchstaben auf dem Wimpel festgehalten.                                                                      |
|  | Krone |
|  | Die Krone steht für die Krone der Tora. Sie wird auf viele Ritualobjekten dargestellt und betont den Autoritätsanspruch der Tora. Auf Wimpeln ist sie oft direkt über der Torarolle abgebildet, wie hier zu sehen ist. Die Krone kann sich je nach Zeit, Ort und dem monarchischen Systemen entsprechend unterscheiden. |
|  | Löwen |
|  | Die Darstellung von Löwen auf Wimpeln hängt wahrscheinlich mit einer bekannten Sentenz aus dem Mischna-Traktat Pirkei Avot (V 20) zusammen: Sei stark wie ein Leopard, leicht wie ein Adler, schnell wie ein Hirsch und tapfer wie ein Löwe,zu tun den Willen deines Vaters im Himmel. Ein Löwe kann auch den Namen des Besitzers des Wimpels symbolisieren: Löw/Ariel. Schon früh wurden Löwen mit den Stämmen Israel, Juda und Dan in Verbindung gebracht. |
|  | Hirsch und Skorpione (Tiere und Sternzeichen) |
|  | Auf Wimpeln bezeichnet das Tierkreiszeichen das Sternbild, unter dem das Kind geboren wurde. Andere Tiere könnten auf dem bereits erwähnten volkstümlichen Spruch aus der Mischna, Pirkei Avot zurückgeführt werden. Ein abgebildeter Hirsch kann auch ein Hinweis auf den Namen des Kindes sein: Zvi (hebräisch), Hirsch (deutsch), Herschl (jiddisch). |
|  | Baum, Pflanzen, Blumen |
|  | Die Tora wird oft mit dem Baum des Lebens gleichgesetzt. Darstellungen von Pflanzen, Bäumen oder Blumenvasen (wie hier zu sehen) stellen bildlich die Verbindung zwischen dem Leben des Kindes und der Tora dar. |